# Hans Wilhelm von Kotze
Hans Wilhelm Ernst August von Kotze (* 27. Juni 1802 in Groß Germersleben; † 1. März 1885 in Hannover) war ein preußischer Beamter und Regierungspräsident in Köslin (1864–1866) und Erfurt (1867–1874).

## Leben

### Herkunft
Hans Wilhelm entstammte dem obersächsisch-magdeburgischen Adelsgeschlecht von Kotze. Er war der Sohn des Herrn auf Groß- und Kleingermersleben Hans Karl Friedrich von Kotze (1759–1829) und dessen Ehefrau Wilhelmine, geborene von der Schulenburg (1768–1831).

### Werdegang
Als Geheimer Oberregierungsrat arbeitete Kotze in der Regierungsverwaltung von Merseburg und wechselte auf den Posten des Regierungsvizepräsidenten nach Königsberg. 1864 wurde Kotze Regierungspräsident in Köslin in der Provinz Pommern und diente von 1867 bis 1874 als Regierungspräsident in Erfurt.
Seit 1883 vertrat Kotze als Mitglied des Preußischen Herrenhauses das Domkapitel Merseburg. Im letzteren war er Domdechant.

### Familie
Er heiratete am 4. April 1834 Pauline von Bandemer (1816–1891). Das Paar hatte mehrere Kinder, darunter:
- Marie Wilhelmine Matilde (* 1837)
- Wilhelmine Mathilde Helene (* 8. Juni 1839, † 5. Januar 1914) ⚭ 1867 Hermann von der Schulenburg (* 3. Juli 1837, † 17. Juli 1917), Hauptmann, bestattet in Rothenfelde (Wolfsburg).[4]
- Hans Hugo (1843–1921), preußischer Generalleutnant ⚭ Anna von Ziethen (1850–1932)
- Elisabeth (1841–1842)